# アンドリュー・アーヴィン
アンドリュー・"サンディー"・カミン・アーヴィン（英: Andrew "Sandy" Comyn Irvine、1902年4月8日 - 1924年6月8日もしくは9日）は、イギリスの登山家。
イギリスによる第3次エベレスト遠征隊（1924年）に参加し、初登頂を目指し、ジョージ・マロリーと共にエベレスト北壁に挑戦したが、頂上付近で行方不明となった。

## 年少期
アーヴィンはイングランド、チェシャー州（現在はマージーサイド）のバーケンヘッドで、スコットランド、ウェールズに起源を持つ家族の元に生まれた。アーヴィンはバーケンヘッド校（en:Birkenhead School）とシュローズベリー校（en:Shrewsbury School）で学んだ後、オックスフォード大学のマートンカレッジ（en:Merton College, Oxford）で技術者になるために学んだ。アーヴィンは熱心なスポーツマンであり、ボート競技に長けていた。そのため、1922年、23年とザ・ボート・レースのオックスフォード大学のメンバーに選出された。

## エベレストへの挑戦
1923年、アーヴィンは、オックスフォード大学のスピッツベルゲン遠征隊に選出されたが、アーヴィンはあらゆる局面で優れた能力を見せた。この時、アーヴィンと遠征隊のリーダー、ノエル・オデールはフォエルグラッチェ（en:Foel Grach、ウェールズ）の上で出会ったことがあったことをお互いに思い出している。その後、オデールがイギリスによる第3次エベレスト遠征隊に選ばれると、アーヴィンの高い能力を認めたオデールは、遠征に彼が必要だと考えて推薦、アーヴィンは遠征隊の一員となった。この時、アーヴィンはまだ21歳の学生であった。
インドへ向かう船の中で、アーヴィンと親しくなったジョージ・マロリーは妻に「アーヴィンはどんな時でも頼りになる、おしゃべり以外は」と書き送っている。この遠征で、アーヴィンは山岳用酸素ボンベの機能性、重量、強度などの確認を行ってその問題点を洗い出し、遠征後に酸素ボンベを再設計して、改良する予定となっていた。さらには、遠征中使用するカメラ、キャンプ用寝具、プリマス・ストーブなどの多くの機器の維持管理を担当した。アーヴィンは遠征隊で人気があり、気さくで発明の才能があり、激務にも耐えたため、年上の同僚たちも敬意を払った。
登頂は6月初頭に開始、マロリーとアーヴィンが登頂に挑んだが、マロリー、アーヴィンの姿が見られたのは1924年6月8日が最後となった。彼らのサポートを行っていたノエル・オデールは、午後12時50分、マロリーとアーヴィンがセカンドステップへ取り掛かろうとし「頂上へ向けて力強く進んでいた」と報告したが、彼らが登頂に成功したかどうかは確認できなかった。そのまま二人は帰還せず、彼らが登頂に成功したかは未だに不明である。
マロリーとアーヴィンが失踪した約9年後の1933年、イギリス第四次遠征隊（隊長：ヒュー・ラットレッジ（en:Hugh Ruttledge）のメンバー、パーシー・ウィン・ハリスは、高度8573mまでの登山に成功したが、ハリスは8380m付近のファーストステップでピッケルを発見、それは1924年にマロリーとアーヴィンが登頂に挑戦したときのものであった。『エベレスト1933』のP137にはハリスがピッケルを発見したとき、「それはボイラー板のような厚いスラブの上に、茶色で、平穏で、自由なままに転がっていた。」と述べたとしている。さらにP138で、ハリスは「この厚いスラブは別段、険しいものではなかったが、滑りやすく、脆い小石で覆われた危険な場所であった。」と述べている。1933年11月のアルペンジャーナルにおいて、ラットレッジは以下のように解説した。「対角線上に上へ横断し、約1時間登った後、マロリーかアーヴィンが使用していたにちがいないピッケルを発見した。北東やせ尾根の下、60ftの傾斜角30度の地点にそれは転がっていた。」「ここから推測できるのは」ハリスは続けて言った、「このピッケルがアクシデントの発生を示していることだ」と。さらに「このピッケルの存在は、ここで滑落が発生して落ちたか、滑落した同僚を助けようとしてロープを引っ張るために両手を空けようとピッケルをここに置いた可能性を示している」と続けた。
1999年に捜索隊によってマロリーの遺体が発見されたが、その遺体はロープによって腰部が損傷していたことから、二人はロープで結び合ったまま滑落したのではないかと推測された。これ以前に何度かアーヴィンのものと思しき遺体を見たという証言が出たものの、彼の遺体は未だに発見されていない。

## 登頂の可能性
1999年、BBCとアメリカのテレビ局WGBH製作のドキュメンタリーシリーズ『NOVA』が共同で企画した捜索隊がにより、8,155m付近でマロリー遺体を発見した。この発見により、二つのことが明らかになった。
1. マロリーの腰には、ロープで強く引っ張られたために生じたひどい出血が見られたこと。これはいずれかのポイントで、2人がロープで結ばれたまま滑落したことを意味しており、さらにその後、ロープが露出した岩に引っかかることにより、マロリーがその場所に横たわったことを意味している。

1. マロリーの遺体には、北東稜から滑落した他のケースに見られるような激しい損傷が見られず、比較的損傷の少ない状態で、8,200m地点のスノーテラスのすり鉢状の地形で発見された。さらに、捜索隊が発見するより前にマロリーの遺体を発見したとされる中国の登山家王洪宝は、彼のピッケルが、滑落最終地点である遺体発見現場の近くに落ちているのを発見していた。これにより、以前に発見されたピッケルがアーヴィンのものであることが判明した。

これらの調査結果から、推測ではあるがマロリーとアーヴィンがエベレスト登頂に成功した可能性を見出している。
- 第1に、マロリーは登頂成功の暁に山頂に置くため妻の写真を所持していたと彼の娘が常に言っていたこと。しかし、この写真はマロリーの遺体からは発見されなかった。遺体と衣服の保存状態が極めて良好であった事からも、死後の写真喪失ではなく山頂に置いた可能性が存在する。ただし現在のところ、山頂で写真は発見されていない。

- 第2に、マロリーの遺体発見時に彼のスノーゴーグルがポケット内に入れられていた点であるが、それは彼が夜間に死亡した可能性を意味している。ただし、これはマロリーとアーヴィンが登頂未達成のまま日没後に下山した可能性も含んでいる。彼らの出発時間と行動能力から判断すれば、彼らが登頂成功後の下山中に滑落したということも考えられる。

どちらも推測の域を出ていないが、決定的な具体的証拠を与えそうなものが1つだけ存在する。それはアーヴィンが所持していたと思われるカメラである。彼の日記に記されていた2台のカメラは未だ発見されていないが、登山の際にこのどちらか1台は所持していたと多くの人が推測している。コダックの写真専門家は、そのフィルムが白黒であり、エベレストの環境から急速冷凍されたと思われる事から、発見されれば修復して現像できる可能性があると述べた。
1965年に1960年中国エベレスト遠征隊の Wang Fu-chou がレニングラードで行った講演で「高度8600メートルあたりでヨーロッパ人の遺体を発見した」と発言した。ヨーロッパ人である根拠として「サスペンダーを着用していた」と答えている。
1975年、王洪宝が、8,100m付近でイギリス登山者の遺体を見たと報告した。1979年にも日本登山隊隊長長谷川良典との短い会話で報告したが、その仔細を語る前に王は雪崩に巻き込まれ死亡した。後に王の報告とほぼ同じ高度でマロリーの遺体が発見されたことから、王が発見したのはマロリーの遺体であるとする見解が根強い。しかし、王は「頬にゴルフボール程度の穴があった」と証言しており、捜索隊発見時の「顔を下に向けて頭が瓦礫に埋没していた」という状態と一致しない為。そのため、王の見た遺体はアーヴィンのものである可能性もある。報告との不一致は王が簡易的埋葬をしたという可能性もある。2001年の捜索では、王のキャンプ周辺が広範囲に調査されたが、発見されたのはマロリーのみであった。
2001年に行われたインタビューで、1960年中国エベレスト遠征隊副隊長のXu Jingは「ファーストステップからの下山中に遺体を見た」と語ったが、過酷な状況であったため正確な場所を記憶していなかった。この中国遠征隊以前に北東稜でマロリーとアーヴィン以外に遭難記録がない事と、マロリーの遺体が発見された場所と明らかに高度が違う為、報告された遺体はアーヴィンのものであると目されている。
2024年9月、ナショナル・ジオグラフィックのドキュメンタリー撮影チームが、遺体の一部および遺品らしきものを発見したとの報道があった。靴下の名札にはA・C・アーヴィンとあり、靴の中に残されていた足の一部からDNA鑑定を行なうという。
マロリーかアーヴィンが所持していたと思われるヴェスト・ポケット・コダックモデルBを見つけ出すために、1986年、1999年、2001年、2004年、2005年と捜索が行われたが、発見されることはなかった。その推測と議論は「The Mystery of Mallory and Irvine（マロリーとアーヴィンの謎）」として、いまだに続いている。